# Sojuz
 Ovo je glavno značenje pojma Sojuz. Za letjelicu s ljudskom posadom pogledajte Sojuz (letjelica).
Raketa Sojuz (ruski: Союз) je potrošno lansirno vozilo korišteno nekada u SSSR i danas u Rusiji.
Dizajner i proizvođač rakete je Raketna Korporacija Korolev smještena u današnjoj Rusiji, u gradu Samari.
Izvedenice ove rakete danas se koristi za lansiranje letjelica s ljudskom posadom tipa Sojuz, teretnih letjelica za svemirske postaje tipa Progress i komercijalnih satelita.

## Povijest
Raketa Sojuz je prvi put predstavljena 1966. kao evolucija rakete Vostok, bazirane na R-7 interkontinetalnom balastičkom projektilu. U početku je imala tri stupnja, a kasnijem razvojem nastala je i verzija Molniya s četiri stupnja. Zbog pouzdanosti i ekonomičnosti postala je osnova raketa iz obitelji Sojuz, danas najkorištenijih raketa nosača s više od 1700 lansiranja, što nadmašuje sve današnje i povijesne rakete nosače. 
Raketa je lansirana 30 puta, od toga 28 puta uspješno u razdoblju od 1966. do 1975. Korištena je i za lansiranje 19 letjelica Sojuz s kozmonautima u orbitu. U nisku orbitu je mogla ponijeti 6.450 kg

## Izvedenice
Sojuz-L: Verzija rakete korištena za lansiranje i testiranje Lunij Korablj mjesečevog landera u sklopu Sovjetskog programa za let na Mjesec. Od originalne rakete Sojuz se razlikovala po tome što je imala samo dva stupnja i veći prostor za teret. Raketa je lansirana 3 puta između 1970. i 1971. i sva tri puta su bila uspješna.
Sojuz-M: Raketa je korištena za lansiranje vojnih izviđačkih satelita Zenit. Sama raketa je konstrukcijom bila prijelazni dizajn između Sojuza-L i buduće verzije rakete Sojuz-U. U upotrebi je bila u periodu od 1971. do 1976. kada je obavila 8 uspješnih lansiranja.
Sojuz-U: Najkorištenija verzija rakete, lansirana 745 puta (724 uspješna) u periodu od 1973. do danas, noseći razne terete, od kozmonauta u Sojuzu i opskrbnih brodova Progress do raznih komercijalnih satelita. Raketa koristi unaprijeđene motore u odnosu na originalnu verziju rakete te je u stanju lansirati 6.900 kg u nisku orbitu.

## Parametri rakete
| parametar           | vrijednost         |
| ------------------- | ------------------ |
| visina              | 45.6 m             |
| promjer             | 10.3 m             |
| masa                | 308.000 kg         |
| broj stupnjeva      | 2                  |
| nosivost (LEO)      | 6.450 kg           |
| nosivost (GTO)      |                    |
| broj lansiranja     | 30                 |
| uspješna lansiranja | 28                 |
| prvo lansiranje     | 28. studenog 1966. |
| zadnje lansiranje   | 24. svibnja 1975.  |

| parametar         | 4 potisnika  | 1. stupanj | 2. stupanj  |
| ----------------- | ------------ | ---------- | ----------- |
| motor             | 4 x RD-107   | 1 x RD-108 | 1 x RD-0110 |
| potisak           | 4 x 994,3 kN | 977.7 kN   | 294 kN      |
| specifičan impuls | 315 s        | 315 s      | 330 s       |
| dužina izgaranja  | 118 s        | 292 s      | 246 s       |
| gorivo            | RP-1/LOX     | RP-1/LOX   | RP-1/LOX    |